# Saint-Pierre-la-Mer
Saint-Pierre-la-Mer est une station balnéaire de 1 500 habitants dépendant de la commune de Fleury dans le département de l'Aude en région Occitanie. Elle appartient à l'unité urbaine de Fleury et fait partie de l'aire d'attraction de Narbonne.

## Localisation
La station balnéaire de Saint-Pierre-la-Mer est située dans le sud de la France dans le département de l'Aude, sur la côte méditerranéenne, à une vingtaine de kilomètres à l'est de la ville de Narbonne et à 8 km au sud-est de Fleury dont elle fait partie. La commune est limitrophe de Narbonne-Plage et le centre de Gruissan se situe à 14 km au sud-ouest. Saint-Pierre se positionne en plein milieu du golfe du Lion, sur le parc naturel régional de la Narbonnaise en Méditerranée entre le massif de la Clape et la mer Méditerranée. Deux gares ferroviaires sont à proximité de Saint-Pierre (la gare de Narbonne est à 21 km et la gare de Béziers est à 25 km).

## Histoire
La mode des bains de mer a amené le développement progressif de Saint-Pierre-la-Mer dans la commune de Fleury.
Un plan de juin 1846 atteste la présence d'un hôtel des bains.
Henri de Toulouse-Lautrec écrit à sa mère qu'il est régulièrement amené à Saint-Pierre afin de consolider ses jambes à la suite des accidents qu'il a subis en 1878.
Dans les années 1920, des habitants de Fleury louaient des chambres dans les hôtels "Nord", "Sud", l'auteur Jean Girou en parle dans L'Itinéraire en Terre d'Aude.
Avant la guerre de 1939 - 1945, la belle saison voyait se monter un village de baraques sur la plage. Les Allemands évacuèrent la côte, rasèrent les constructions dont le casino, aménagèrent des défenses contre un éventuel débarquement. À la fin du conflit, la plage dut être déminée.
Les années 1950 - 1960 virent la station se reconstruire et s'agrandir avec, en été, l'affluence quotidienne des villageois de l'intérieur et sur la plage, l'installation sauvage de campeurs avec les baraquiers.
En 1963, le plan Racine planifia le bétonnage du golfe du Lion au détriment des milieux naturels et en 2009, les constructions empiètent sur la garrigue du massif de la Clape pourtant protégé. Cette petite station balnéaire offre 8 km de plage de sable fin entre le port de Narbonne-Plage et Les Cabanes de Fleury.
En 2020, la commune annonce le projet Côte Indigo pour unifier les trois territoires de la commune (Fleury-d'Aude, Saint-Pierre-la-Mer et Les Cabanes-de-Fleury).

## Communes et lieux limitrophes
La commune est organisée en plusieurs résidences avec souvent vue sur la mer.

## Tourisme
L’apport touristique dans la station est important pendant la saison estivale en accueillant près de 40 000 vacanciers, la pleine saison en été dure un mois entre le 14 juillet et le 15 août.
Plusieurs hôtels, des résidences d'entreprises, trois campings et un village de vacances accueillent les estivants.
Saint-Pierre est surtout une station balnéaire de résidences secondaires (villas, appartements) essentiellement réparties au centre et le long de l'avenue principale, les bars et les restaurants sont très fréquentés par les vacanciers.

## Activités et animation
Chaque été, la fête foraine s'installe à Saint-Pierre, elle est ouverte uniquement le soir.
Chaque matin jusqu'à 13 heures, le marché avec plus de 200 commerçants accolé aux Halles Lo Vilatge propose aux estivants des produits régionaux, vêtements, souvenirs… Il est situé à côté de l'office de tourisme. Régulièrement, des animations faisant le tour des plages font escale à Saint-Pierre comme la Française des jeux ou d'autres ainsi que de nombreux concerts. Juste à côté de la fête foraine, des cirques ambulants viennent faire des représentations le soir.

## Plages
L’attraction principale est l’immense plage qui s’étire sur 8 km de long entre Saint-Pierre-la-Mer et l’embouchure de l’Aude, une partie est réservée aux naturistes.
Son sable est fin et il y a de la place pour se divertir. La plage est coupée en deux par le roc de la Batterie :
- D'un côté elle s'étend jusqu'aux étangs des Pissevaches. Une école de voile propose des enseignements de voile et de kitesurf. Elle dispose d'un câble pour la pratique du wakeboard.
- De l'autre côté elle s'étend jusqu'au port de Brossolette.

Plusieurs postes de secours assurent la sécurité des baigneurs. Des jeux pour enfants, des terrains de sport de plage : beach-volley, football de plage et parfois un terrain de beach rugby avec des boudins gonflables et des locations de chaise transat sont aménagés sur l'ensemble des plages.
Au centre de la plage est établie la « bulle », à travers un bassin artificiel, un observatoire sous-marin. Censée être inaugurée en 1988, les problèmes techniques, les études bâclées et le budget qui dérape font qu'elle n'ouvrit jamais et resta une friche touristique. Elle est démolie en 2019 afin de rétablir l'état initial de la promenade.
Depuis l'été 2022, la ville a interdit les chiens sur la plage.
La station peut se targuer de pouvoir planter sur son sable depuis 1987 le drapeau Pavillon bleu d'Europe, gage de propreté des eaux.

## Lieux ou monuments
- Le gouffre de l'Œil Doux : un grand trou rempli d'eau douce situé en pleine garrigue.
- L'étang de Pissevaches : un grand étang où le kitesurf, la voile et d'autres sports nautiques sont pratiqués. L'étang se situe à une centaine de mètres de la mer.
- Le domaine de L'Oustalet : une petite ferme avec un centre équestre qui se situe sur la route venant de Saint-Pierre pour aller aux Cabanes-de-Fleury. On peut y faire des balades à Cheval ou à Poney.
- Le roc de la Batterie : un grand bloc de rochers qui coupe en deux la plage de Saint-Pierre. Il se situe juste derrière l'office de tourisme. C'est ici que les gens viennent pêcher.
- Le port de Brossolette situé à Narbonne-Plage : ce port de plaisance marque la limite entre Saint-Pierre et Narbonne-Plage. Les vacanciers amarrent leur bateau dans ce port. Un peu plus loin dans l'embouchure, on peut pêcher dans un petit étang.
- La Chapelle.

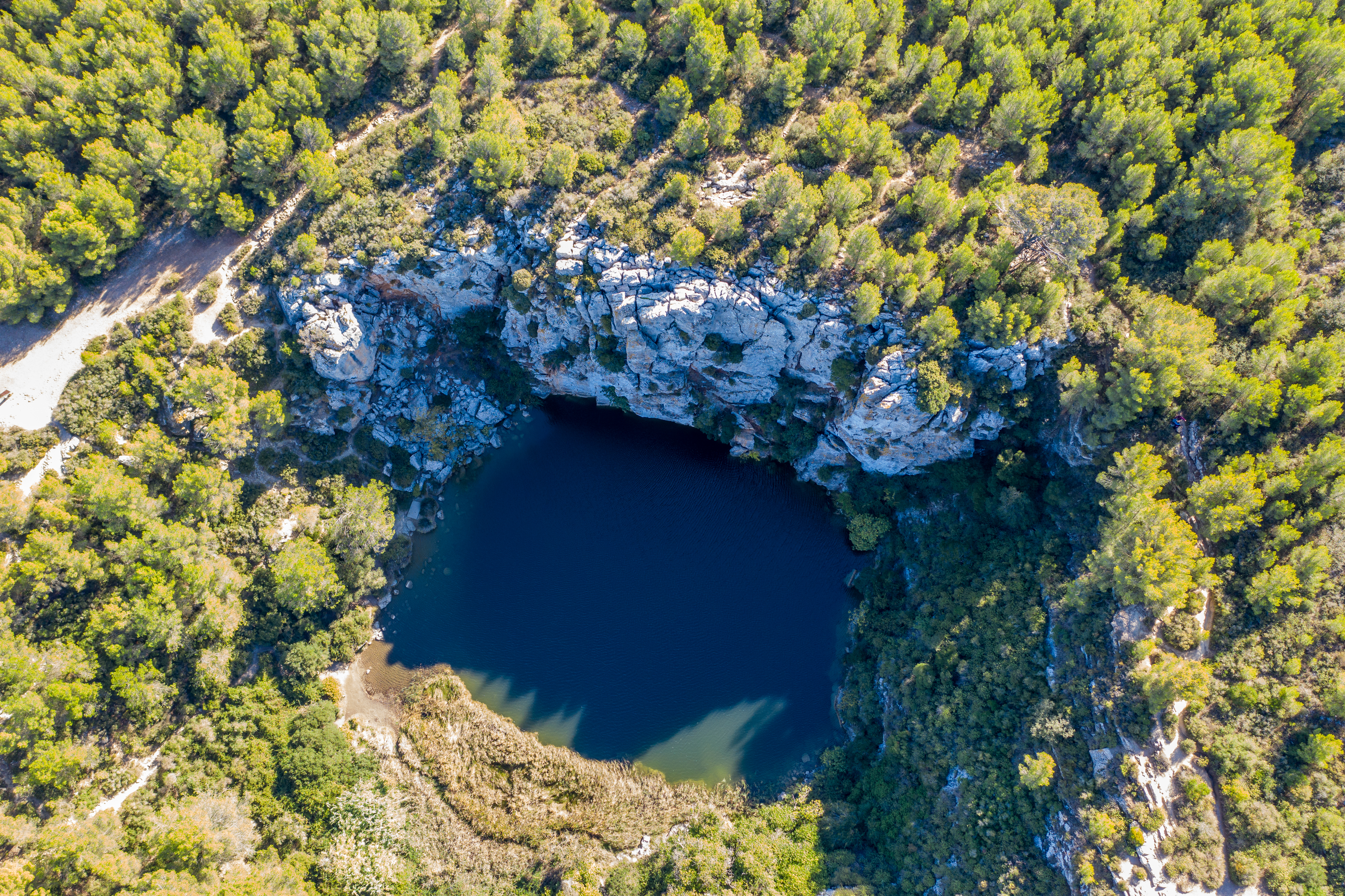
Le gouffre de l'Œil Doux.
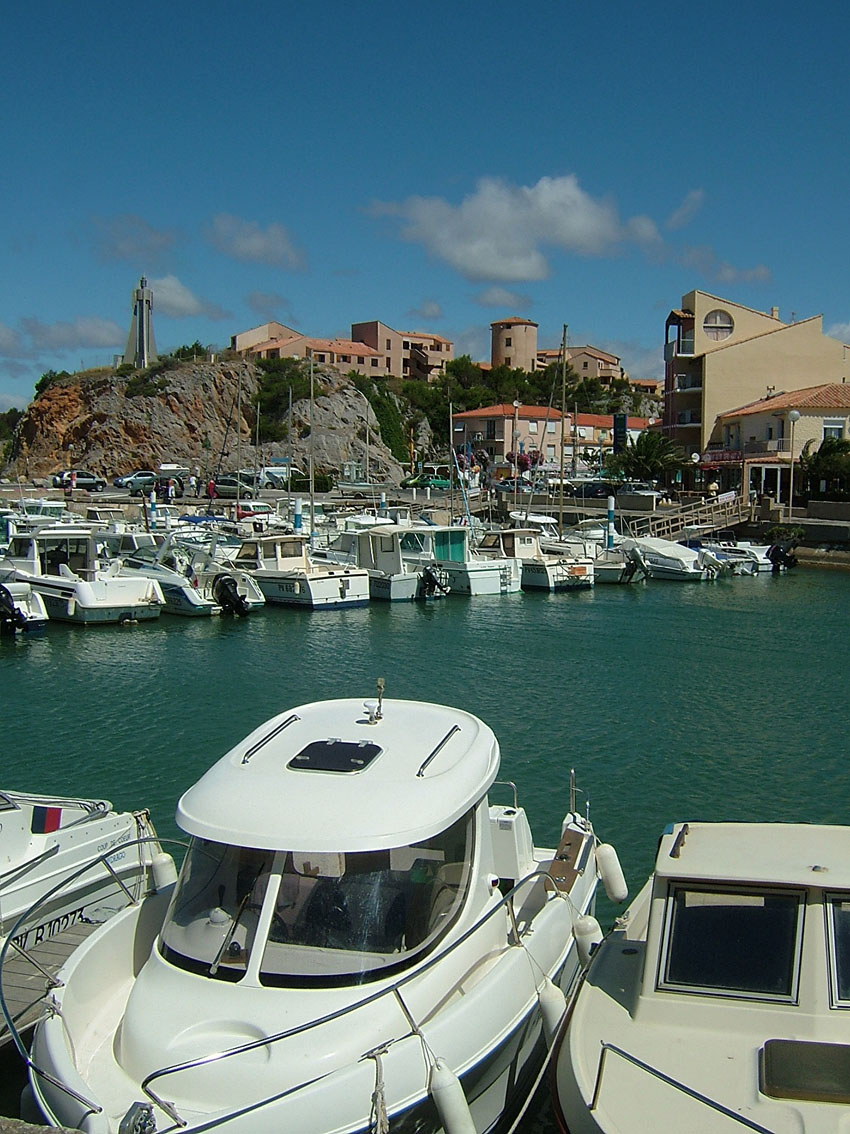
Le port Brossolette.
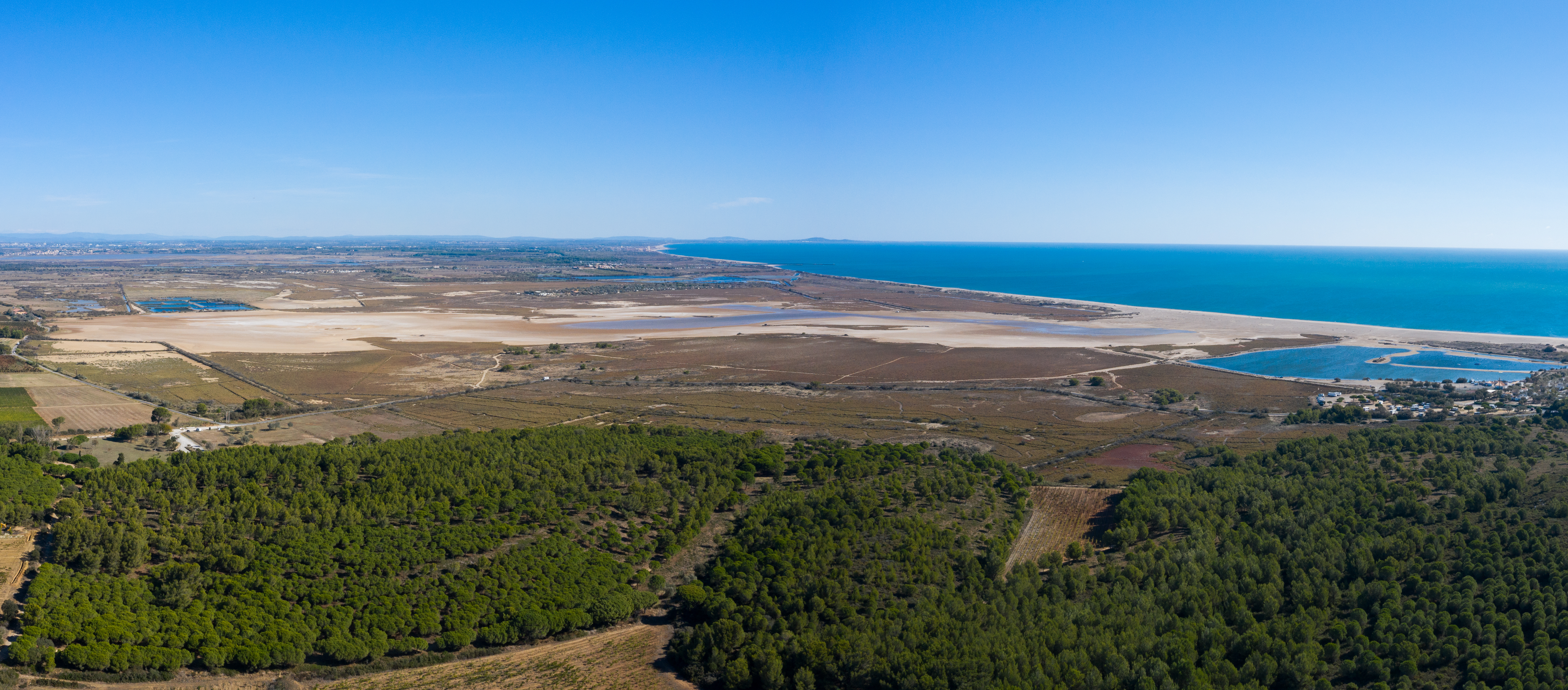
L'étang de Pissevaches.